# Die Gstettensaga: The Rise of Echsenfriedl
Die Gstettensaga: The Rise of Echsenfriedl ist ein österreichischer Science-Fiction- und Fantasy-Film aus dem Jahr 2014 unter der Regie von Johannes Grenzfurthner. Die Hauptrollen spielen Sophia Grabner und Lukas Tagwerker. Die absurde Komödie beschäftigt sich mit dem Hype um Medientechnologien und Nerd-Kultur. Grenzfurthner nennt seinen Film „Agitprop, Groteske und Satire“ und eine „spezifische Version von zeitgemäßer Fetisch-/Spektakel-Kritik.“
Der Film wurde von der Kunstgruppe monochrom und dem Medienkollektiv Traum & Wahnsinn koproduziert und für den Fernsehsender ORF III hergestellt.
Der Film wurde in zahlreichen Medien rezensiert und hat eine Fangemeinde in der Hacker- und Tech-Community.

## Handlung
Die wachsende Spannung zwischen den letzten beiden verbliebenen Supermächten – China und Google – eskaliert zu Beginn des 21. Jahrhunderts und führt zum globalen Inferno der „Google Wars“. Aber im Laufe der Jahrzehnte setzt sich der radioaktive Staub auf alten Schlachtfeldern ab, und eine Neue Welt entsteht aus der Asche der Alten.
Fratt Aigner, ein abgehalftert, schmieriger Journalist, und Alalia Grundschober, eine nerdige Technikerin, leben und arbeiten in der Megacity Schwechat, der größten semi-urbanen Siedlung am Fuße dess was von den Alpen übriggeblieben ist. Thurnher von Pjölk, der die Druckmaschine erfunden hat und die einzige Zeitung im Land betreibt, fühlt sich durch den Aufstieg einer neuen Generation von technisch-versierten DIY-Nerds bedroht. Er will sie als Zielgruppe gewinnen. Deswegen gibt Alalia und Fratt die Aufgabe, sich in die Tiefen des unsicheren Umlandes namens Niederpröll zu wagen und eine neue Technologie zu etablieren: die „Fernschau“. Sie sollen ein Interview mit Echsenfriedl. Echsenfriedl ist ein mythisches Genie, das eine große Fangemeinde unter den Nerds hat. Pjölk schickt Alalia und Fratt mit einem Übertragungswagen (eine Schubkarre mit Parabolantenne) los, um das Interview mit Echsenfriedl in der „Fernschau“ live zu übertragen.
Fratt ist sehr skeptisch, die Sicherheit der Megacity zu verlassen, aber Alalia ist ein großer Fan von Echsenfriedl. Für sie ist dies eine einmalige Gelegenheit, Echsenfriedl zu finden und ihre Agenda des sozialen Wandels durch Technologie voranzutreiben. Die Reise zu Echsenfriedl ist keine leichte Aufgabe und schon an der Grenze zu Niederpröll, die von der bewaffneten Post geschützt wird, gehen die Dinge schief. Die Post versucht als letzte Kraft die Zivilisation zu erhalten und die Strukturlosigkeit zu bekämpfen. Die Postbeamten beschlagnahmen den Sendeschubkarren und schicken Alalia und Fratt weg. Beim Versuch, ihre Geräte zurückzubekommen, werden sie von einer Gruppe von Barbaren entführt: Nachkommen von Bauern, die einen Kult betreiben, der auf Relikten von Bürokratie, Büromaterial und vagen Erinnerungen an Agrarsubventionen der Europäischen Union basiert. Alalia und Fratt müssen sich den Weg gewaltsam freikämpfen und schaffen es, zu entkommen, bevor sie als Menschenopfer enden.
Alalia und Fratt wandern durch die post-nukleare „Gstetten“, bis sie auf eine alte Minenkolonie stoßen. Sie finden Zuflucht in einer scheinbar verlassenen Untergrundstruktur und entdecken dort eine wundersame alte Dame, Philine-Codec Comtesse de Cybersdorf, die früher mit Pjölk verheiratet war, bis er versuchte, sie zu töten. Sie erzählt Alalia und Fratt, dass es eigentlich Echsenfriedl war, der die Druckmaschine neu erfand, und er der kreative Kopf hinter den Ideen und Gedanken von Pjölk war. Pjölk war nur das strahlende Gesicht in der Öffentlichkeit, weil das für Echsenfriedl „unmöglich“ war. Die Comtesse ist im Begriff, ihnen wichtige Informationen über Echsenfriedl zu erzählen, aber dann dringen kannibalisierende, streikende, untote Bergleute in den Raum ein und töten die Comtesse, bevor sie die Chance bekommt, die Wahrheit zu enthüllen. Alalia und Fratt schaffen es, den Zombie-Bergarbeitern zu entkommen und begegnen der bärtigen libertären Dragqueen Heinz Rand von Raiká, die eine Gruppe von lamettabekleideten Freimarkt-Enthusiasten anführt. Diese sind damit beschäftigt, nutzlose Vorkriegselektronik gegen nutzlosere Vorkriegselektronik einzutauschen. Alalia bemerkt, dass Heinz die Sendeausrüstung von den Postbeamten bekommen hat, und sie tauscht sie zurück, indem sie der Gruppe hilft, ihre nutzlose Elektronik wieder zum Laufen zu bringen. Heinz sagt ihnen daraufhin, wo sie Echsenfriedl finden können und schickt sogar seine Tochter Ayn als Begleitung mit.
Alalia, Fratt und Ayn erreichen Echsenfriedls Höhle und bereiten sich am Höhleneingang auf die Live-Übertragung vor. Sie kontaktieren Pjölk, der sie anweist, sofort mit der Übertragung zu beginnen. Dann schaltet er seinen „Fernschauer“ aus und setzt sich vor seine Schreibmaschine, um den Schlagzeilenartikel für die morgige Ausgabe seiner Boulevardzeitung zu schreiben. Er fabriziert eine sentimentale Geschichte, in der er bekennt, für den Tod der Nerd-Fernschau-Zuschauer mitverantwortlich zu sein. Er fordert deswegen, die „todbringende Fernschau“ für immer gesetzlich zu verbieten. Alalia und Fratt sind sich der Gefahr nicht bewusst. Sie beginnen mit der Live-Übertragung. Ayn dringt als erste in die Höhle ein. Beim Anblick Echsenfriedls wird Ayn in Stein verwandelt: Echsenfriedl ist ein Basilisk. Hinter einer Ecke und außer Sichtweite versteckt, erzählt Echsenfriedl Alalia und Fratt von seinem Leben. Er ist ein großer Erfinder und hat viele neue Technologien entwickelt. Als er mit der Comtesse eine Affaire anfing, verärgerte er seinen gierigen Partner Pjölk. Pjölks finsterer Plan sei es nun, alle early adopters des Fernschauens mit einer einzigen Ausstrahlung von Echsenfriedls tödlichem Blick zu ermorden. Die Nerds vor den Fernschaugeräten können die Geschichte mitanhören, greifen zur Gegenwehr und erstürmen mit Fackeln und Heugabeln bewaffnet das Büro von Pjölk.
Echsenfriedl übernimmt in weiterer Folge die Geschäfte Pjölks. Er stellt Alalia und Fratt als seine neue Crew ein, um ein neues Medienimperium aufzubauen, das auf seinen wunderbaren neuen Technologien basiert. Der Film endet damit, dass Alalia und Fratt live einen lynchenden Mob von buchverbrennenden Nerds übertragen, die die Neue Weltordnung der technologischen Dominanz von Echsenfriedl leidenschaftlich unterstützen.

## Produktion

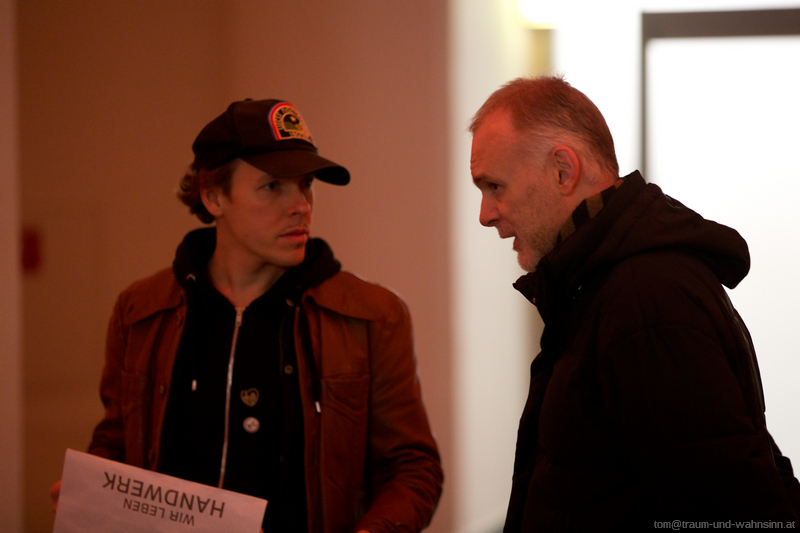
Johannes Grenzfurthner und Franz Ablinger (von monochrom) bei den Dreharbeiten zu „Die Gstettensaga: The Rise of Echsenfriedl“ (2013).

### Drehbuch
Das Drehbuch wurde von Johannes Grenzfurthner und seinem monochrom-Kollegen Roland Gratzer im November 2013 in wenigen Tagen auf Grundlage ihrer Theater-Performance-Reihe Campaign geschrieben (Volkstheater, 2006). Einige der Ideen wurden in einem Café in Wien mit der gesamten Produktionsmannschaft erdacht. Der Film enthält Dialoge auf Englisch, Deutsch, einer Vielzahl an Slangs, Dialekten und auch fiktiven Sprachen (Reformsteirisch). Untertitel sind ein fester Bestandteil der Geschichte.

### Finanzierung
Der Film wurde von ORF III im Rahmen der TV-Reihe „Artist-in-Residence“ mit einem Budget von ca. 5000 EUR in Auftrag gegeben. Er kann daher als Micro-Budget- bzw. Guerilla-Film betrachtet werden.
monochrom nutzte auch einen in den Film eingebauten Streich, um Geld zu sammeln. Der auf ORF III im März 2014 ausgestrahlte Film enthielt eine Texteinblendung ähnlich den Wasserzeichen, die in Festival-Sichtungskopien von Filmen eingebrannt werden, und aus der Filmpiraterie bekannt sind. In der Texteinblendung wird der Zuschauer aufgefordert, den Film unter einer Mehrwert-Telefonnummer (1,09 EUR/Minute) als Urheberrechtsverletzung zu melden. Grenzfurthner hat den Film mit dem Erlös aus der Mehrwertnummer mitfinanziert. Laut Telepolis nennt er diese neue Strategie „Crowdratting“.

### Dreharbeiten

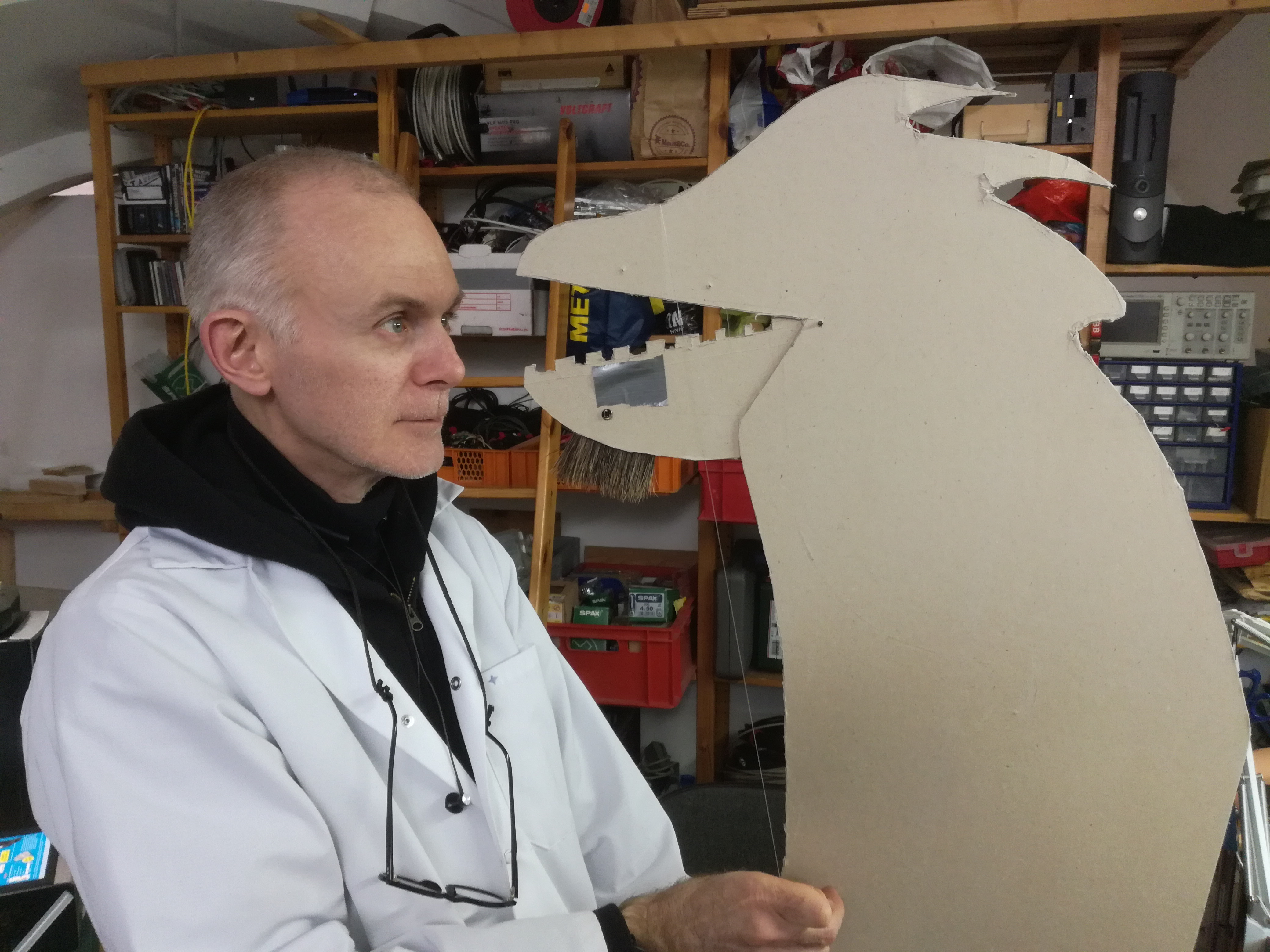
monochrom-Mitglied Franz Ablinger hält die Schattenpuppe des Echsenfriedl („Die Gstettensaga: The Rise of Echsenfriedl“, 2014)

Die Dreharbeiten begann am 2. Dezember 2013 und endete am 19. Januar 2014, aber es waren insgesamt nur 5 Drehtage. Dann blieben noch etwa 5 Wochen für die Postproduktion und den Schnitt.

### Musik
Aufgrund des zügigen Produktionsprozesses und der finanziellen Einschränkung wurde für den Film keine neue Filmmusik komponiert. Grenzfurthner verwendet stattdessen verschiedene Chiptune-, Synthiepop- und Electronica-Musiknummern. Grenzfurthner wählte Songs mit einer bestimmten Retro-Qualität, weil „sie für uns vielleicht altmodisch klingen, aber nicht in der Welt der Gstettensaga, wo jede elektronische Retro-Musik noch unmöglich und futuristisch ist“.
Die Tracks stammen von Symbion Project (Kasson Crooker), Max Beseda, Yakov, Robot City, Robert Glashüttner, Christoph „Burstup“ Weiss (von Schönheitsfehler), Krach der Roboter, BLEO/Starpause, Stefan Franke und Leigh Howells.

### Vertrieb
Der Film wurde erstmals am 10. März 2014 in Österreich auf ORF III ausgestrahlt. Weiters wurde er auf Filmfestivals und Fan-Conventions (wie Gen Con 2014, Hackers on Planet Earth 2014, Roswell Filmfest and Cosmicon 2014, NYC Independent Film Festival etc.) gezeigt.
Der Film wurde am 25. Dezember 2015 online gestellt und ist gratis verfügbar.

## Kritik
„Die gnostisch angehauchte Groteske spielt auf dem Gebiet Österreichs nach einem dritten Weltkrieg zwischen den beiden Supermächten China und Google. [...] Je mehr kulturell einschlägiges Hintergrundwissen ein Zuschauer hat, desto besser funktionieren diese Gags: Wer beispielsweise Ursula K. Le Guins Erzählung Rocannons Welt oder Josef Haslingers Opernball kennt, wird die Schlussszene des Films wahrscheinlich anders wahrnehmen als jemand, dem diese Titel nichts sagen.“

„Das Problem der Nerds (und das ist ja u.a. auch die Pointe) liegt vor allem daran, dass sie all das (Banden, Kollektive, Klassenbewusstsein, etc.) dem quasi-religiosen Glauben an eine neue Metaphysik (»Wisdom of the Crowd«) geopfert haben und immer sofort »Ja!« schreien, wenn ihnen das Angebot »Willst du aus der Subkultur in den Alternative Mainstream aufsteigen?« gemacht wird. Analog zum Glauben an einem Markt, der nach seinen eigenen Naturgesetzen funktioniert and agiert (und daher auch von schädlichen Einflüssen wie Gesetzen, Regulierungen oder Schlimmeren geschutzt werden muss) stellt sich der ominöse Echsenfriedl schlussendlich auch als Fabelwesen heraus, an dessen Existenz jedoch von den Profiteur_innen der »Forza Echsenfriedl« wiederum auch in keinster Weise gezweifelt wird.“

„Grenzfurthners, sich kein Blatt vor den Mund nehmender, flinker Streifen, ist – wenn Sie mich fragen – ein Muss. Alle – egal ob Intellektuelle, Politinteressierte oder einfach nur Leute, die großartige schwarze Komödie und sinnlichen Horror mögen – werden sich wie wild in Die Gstettensaga: The Rise of Echsenfriedl verlieben. Sehen Sie sich den Film an, so schnell wie möglich.“

## Auszeichnungen (Auswahl)
- Indie Gathering International Film Festival – Best Foreign Horror Feature, 2014
- Fright Night Film Fest – Best Foreign Cult Movie, 2014
- Maker Film Festival – Best Narrative Feature, 2014
- International Filmmaker Festival of World Cinema (London) – Best Foreign Language Feature Film, 2015
- Award of Superiority – Microfilmmaker Magazine, 2015

## Folgeprojekte
Im Juni 2024 wurde in Hannover das von Johannes Grenzfurthner inszenierte interaktive Theaterprojekt "Die Transversale" aufgeführt, das sich direkt auf die fiktive Welt der Gstettensaga bezieht.